# Groupe C des éliminatoires de la Coupe d'Afrique des nations de football 2019
Le groupe C des qualifications à la Coupe d'Afrique des nations de football 2019 est une compétition qualificative pour la phase finale de la Coupe d'Afrique des nations de football 2019.  Ce groupe est composé du Burundi, du Gabon, du Mali et du Soudan du Sud. En terminant aux deux premières places, le Mali et le Burundi se qualifient pour la CAN 2019.

## Tirage au sort
Le tirage au sort se déroule le 12 janvier 2017 à Libreville. Les 51 sélections africaines sont classées dans cinq chapeaux selon un classement CAF construit à partir des résultats dans les CAN précédentes.
Le tirage au sort désigne les équipes suivantes dans le groupe C :
- Chapeau 1 : Mali (6e du classement CAF)
- Chapeau 2 : Gabon (13e du classement CAF)
- Chapeau 3 : Burundi (36e du classement CAF)
- Chapeau 5 : Vainqueur de Soudan du Sud (48e du classement CAF) - Djibouti (50e du classement CAF)

Au premier tour, le Soudan du Sud élimine Djibouti sur une confrontation aller-retour (0-2 ; 6-0) en mars 2017.

## Classement
| Rang | Équipe        | Pts | J | G | N | P | Bp | Bc | Diff |  | Résultats (▼ dom., ► ext.) |     |     |     |     |
| ---- | ------------- | --- | - | - | - | - | -- | -- | ---- |  | -------------------------- | --- | --- | --- | --- |
| 1    | Mali          | 14  | 6 | 4 | 2 | 0 | 10 | 2  | +8   |  | Mali                       |     | 0-0 | 2-1 | 3-0 |
| 2    | Burundi       | 10  | 6 | 2 | 4 | 0 | 11 | 5  | +6   |  | Burundi                    | 1-1 |     | 1-1 | 3-0 |
| 3    | Gabon         | 8   | 6 | 2 | 2 | 2 | 7  | 5  | +2   |  | Gabon                      | 0-1 | 1-1 |     | 3-0 |
| 4    | Soudan du Sud | 0   | 6 | 0 | 0 | 6 | 2  | 18 | -16  |  | Soudan du Sud              | 0-3 | 2-5 | 0-1 |     |

## Résultats
1re journée
| 10 juin 2017 | Burundi                                         | 3 - 0 | Soudan du Sud | Stade du Prince Louis Rwagasore, Bujumbura |                         |
| 15h00 UTC+2  | Amissi 12e · Duhayindavyi 16e · Abdul Razak 30e | (3-0) |               | Arbitrage : Kokou Fagla                    | Arbitrage : Kokou Fagla |
| 15h00 UTC+2  | Rapport                                         |       |               | Arbitrage : Kokou Fagla                    | Arbitrage : Kokou Fagla |

| 10 juin 2017 | Mali                            | 2 - 1 | Gabon      | Stade du 26-Mars, Bamako   |                            |
| 19h00 UTC    | K. Coulibaly 54e · Bissouma 57e | (0-1) | 3e Bouanga | Arbitrage : Daniel Bennett | Arbitrage : Daniel Bennett |
| 19h00 UTC    | Rapport                         |       |            | Arbitrage : Daniel Bennett | Arbitrage : Daniel Bennett |

2e journée :
| 8 septembre 2018 | Gabon          | 1 - 1 | Burundi      | Stade d'Angondjé, Libreville |                             |
| 16h00 (UTC+1)    | Aubameyang 80e | (0-1) | 39e Berahino | Arbitrage : Bernard Camille  | Arbitrage : Bernard Camille |
| 16h00 (UTC+1)    | Rapport        |       |              | Arbitrage : Bernard Camille  | Arbitrage : Bernard Camille |

| 9 septembre 2018 | Soudan du Sud | 0 - 3 | Mali                                       | Stade de Djouba, Djouba    |                            |
| 16h00 (UTC+3)    |               | (0-1) | 45e Marega · 71e S. Coulibaly · 87e Traoré | Arbitrage : Rédouane Jiyed | Arbitrage : Rédouane Jiyed |
| 16h00 (UTC+3)    | Rapport       |       |                                            | Arbitrage : Rédouane Jiyed | Arbitrage : Rédouane Jiyed |

3e journée :
| 12 octobre 2018 | Mali    | 0 - 0 | Burundi | Stade du 26-Mars, Bamako    |                             |
|                 |         | (0-0) |         | Arbitrage : Maguette Ndiaye | Arbitrage : Maguette Ndiaye |
|                 | Rapport |       |         | Arbitrage : Maguette Ndiaye | Arbitrage : Maguette Ndiaye |

| 12 octobre 2018 | Gabon                                             | 3 - 0 | Soudan du Sud | Stade d'Angondjé, Libreville      |                                   |
|                 | Bouanga 28e · Appindangoyé 59e · Martin 88e (csc) | (1-0) |               | Arbitrage : Alhadi Allaou Mahamat | Arbitrage : Alhadi Allaou Mahamat |
|                 | Rapport                                           |       |               | Arbitrage : Alhadi Allaou Mahamat | Arbitrage : Alhadi Allaou Mahamat |

4e journée :
| 16 octobre 2018 | Burundi        | 1 - 1 | Mali       | Stade du Prince Louis Rwagasore, Bujumbura |                           |
| 15h00           | Abdul Razak 9e | (1-0) | 48e Fofana | Arbitrage : Celso Alvacao                  | Arbitrage : Celso Alvacao |
| 15h00           | Rapport        |       |            | Arbitrage : Celso Alvacao                  | Arbitrage : Celso Alvacao |

| 16 octobre 2018 | Soudan du Sud | 0 - 1 | Gabon    | Stade de Djouba, Djouba        |                                |
| 16h00           |               | (0-0) | 59e Poko | Arbitrage : Mohamed Ali Moussa | Arbitrage : Mohamed Ali Moussa |
| 16h00           | Rapport       |       |          | Arbitrage : Mohamed Ali Moussa | Arbitrage : Mohamed Ali Moussa |

5e journée :
| 16 novembre 2018 | Soudan du Sud       | 2 - 5 | Burundi                                  | Stade de Djouba, Djouba            |                                    |
| 14h00            | Lual 14e · Aboi 63e | (1-2) | 17e 76e 86e 87e Abdul Razak · 41e Amissi | Arbitrage : Souleiman Ahmed Djamal | Arbitrage : Souleiman Ahmed Djamal |
| 14h00            | Rapport             |       |                                          | Arbitrage : Souleiman Ahmed Djamal | Arbitrage : Souleiman Ahmed Djamal |

| 17 novembre 2018 | Gabon   | 0 - 1 | Mali        | Stade d'Angondjé, Libreville         |                                      |
|                  |         | (0-1) | 11e Doumbia | Arbitrage : El Fadil Mohamed Hussein | Arbitrage : El Fadil Mohamed Hussein |
|                  | Rapport |       |             | Arbitrage : El Fadil Mohamed Hussein | Arbitrage : El Fadil Mohamed Hussein |

6e journée :
| 23 mars 2019 | Burundi    | 1 - 1 | Gabon            | Stade du Prince Louis Rwagasore, Bujumbura |                                 |
|              | Amissi 75e | (0-0) | 82e (csc) Ngando | Arbitrage : Ghead Zaglol Grisha            | Arbitrage : Ghead Zaglol Grisha |
|              | Rapport    |       |                  | Arbitrage : Ghead Zaglol Grisha            | Arbitrage : Ghead Zaglol Grisha |

| 23 mars 2019 | Mali                                           | 3 - 0 | Soudan du Sud | Stade du 26-Mars, Bamako         |                                  |
|              | K. Coulibaly 18e · Djenepo 28e · A. Traoré 90e | (2-0) |               | Arbitrage : Alex Muhabi Nsulumbi | Arbitrage : Alex Muhabi Nsulumbi |
|              | Rapport                                        |       |               | Arbitrage : Alex Muhabi Nsulumbi | Arbitrage : Alex Muhabi Nsulumbi |

## Liste des buteurs
6 buts :
- Fiston Abdul Razak

3 buts :
- Cédric Amissi

2 buts :
- Denis Bouanga
- Kalifa Coulibaly

1 but :
- Saido Berahino
- Gaël Duhayindavyi
- Aaron Appindangoyé
- Pierre-Emerick Aubameyang
- André Biyogo Poko
- Yves Bissouma
- Salif Coulibaly
- Moussa Djenepo
- Moussa Doumbia
- Mamadou Fofana
- Moussa Marega
- Adama Tamboura
- Adama Traoré
- Dominic Aboi
- Atak Lual